# Momoland
Momoland este o trupă K-pop formată în 2016 de MLD Entertainment. Grupul a debutat pe 10 noiembrie 2016, cu EP-ul Welcome to Momoland.

## Membri
- Hyebin (혜빈)
- Jane (제인)
- Nayun (나윤)
- JooE (주이)
- Ahin (아인)
- Nancy (낸시)

## Foști membri
- Yeonwoo (연우)
- Taeha (태하)
- Daisy (데이지)

Pe 29 noiembrie 2019, Yeonwoo și Taeha au anunțat că au părăsit trupa pentru a urma fiecare o carieră solo. Yeonwoo își va continua cariera ca actriță lucrând tot pentru MLD Entertainment iar Taeha își va continua cariera de cântăreață lucrând pentru altă agenție.

## Discografie
Albume de studio:
- Chiri Chiri (2019)

Albume de compilație:
- Momoland The Best ～Korean Ver.～ (2018)

EP-uri:
- Welcome to Momoland (2016)
- Freeze! (2017)
- Great! (2018)
- Fun to the World (2018)
- Show Me (2019)

Albume single:
- Thumbs Up (2019)